# Atzlricht
Atzlricht ist ein in der Oberpfalz gelegener Weiler, der ein Gemeindeteil von Amberg ist.

## Lage
Der Ort befindet sich in der Region Oberpfälzer Jura und liegt in der nach Gailoh benannten Gemarkung. Atzlricht selbst ist einer von 23 Ortsteilen der kreisfreien Stadt Amberg. Die Ortsmitte der Kernstadt liegt vier Kilometer entfernt und Kastl elf Kilometer.

## Verkehr
Die Bundesstraße 299 verläuft 300 Meter südöstlich des Ortes, eine Zufahrt auf diese Fernverkehrsstraße ist aber nur über Lengenloh und Gailoh möglich.

## Kultur und Sehenswürdigkeiten

### Bauwerke
Am nordwestlichen Ortsrand von Atzlricht gibt es mit der katholischen Filialkirche Maria Schnee ein denkmalgeschütztes Bauwerk.